# جلان إيفانز
جلان إيفانز (بالإنجليزية: Glen Evans)‏ هو محامي وسياسي نيوزلندي، ولد في 22 أبريل 1936 في بيدفورد في المملكة المتحدة، وتوفي في 24 أغسطس 2016 في ويلينغتون في نيوزيلندا.